# Eleonora Dorota Anhalt-Dessau
Eleonore Dorothea (ur. 6 lutego 1602 w Dessau, zm. 26 grudnia 1664 w Weimarze) – księżniczka Anhaltu-Dessau i poprzez małżeństwo księżna Saksonii-Weimar oraz od 1644 również Saksonii-Eisenach. Pochodziła z dynastii askańskiej.
Była córką księcia Anhaltu–Dessau Jana Jerzego I (do 1603 jednego ze współksiążąt całego Anhaltu) i jego drugiej żony księżnej Doroty von von Pfalz-Simmern.
23 maja 1625 w Weimarze poślubiła swojego brata ciotecznego – księcia Saksonii-Weimar Wilhelma. Para miała dziewięcioro dzieci:
- księcia Wilhelma (1626–1626)
- Jana Ernesta II (1627–1683), kolejnego księcia Saksonii-Weimar
- księcia Adolfa Wilhelma (1630–1639)
- Adolfa Wilhelma (1632–1668), kolejnego księcia Saksonii-Eisenach
- Jana Jerzego I (1634–1686), przyszłego księcia Saksonii-Marksuhl i później Saksonii-Eisenach
- księżniczkę Wilhelminę Eleonorę (1636–1653)
- Bernarda II (1638–1678), przyszłego księcia Saksonii-Jena
- księcia Fryderyka (1640–1656)
- księżniczkę Dorotę Marię (1641–1675), przyszłą księżną Saksonii-Zeitz